# Rafaela Romero
Rafaela Romero Pozo (Quintana de la Serena, Badajoz, 1 de febrero de 1972) es abogada y política del Partido Socialista de Euskadi (PSE-EE).

## Biografía

### Trayectoria política
De familia de tradición socialista, se comprometió muy joven con esa ideología mediante su militancia en las Juventudes Socialistas de Euskadi (JSE-EGAZ); fue miembro de su Comisión Ejecutiva Nacional y de Estudiantes Progresistas. A los 18 años se afilió al PSE-EE (PSOE) de Mondragón, lugar donde creció y vivió hasta 1996.
Pertenece a la Comisión Ejecutiva de Guipúzcoa del PSE-EE, donde ha sido la responsable de relaciones institucionales y grandes infraestructuras; también ha desempeñado diversas funciones en las secretarías de estudios y programas; y la de ordenación del territorio, vivienda y medio ambiente.
Asimismo ha sido concejal en los ayuntamientos de Mondragón (1995-1998) y Pasajes (2003-2007), así como miembro del Consejo de Administración del Puerto de Pasajes en representación de la Administración General del Estado.
En 1995 fue elegida juntera por su partido en las Juntas Generales de Guipúzcoa, donde ejerció de portavoz del grupo socialista, habiendo desarrollado su trabajo parlamentario fundamentalmente en las áreas de economía, hacienda, infraestructuras y ordenación del territorio. En el año 2007 fue elegida presidenta de las Juntas Generales de Guipúzcoa, cargo que ejerció hasta 2011.
En 2019 fue nombrada Diputada foral titular del Departamento de Movilidad y Ordenación del Territorio de la Diputación de Guipúzcoa, en el Gobierno Foral de Markel Olano.

### Trayectoria profesional
Estudió en la Facultad de Derecho de la Universidad del País Vasco y, desde su licenciatura en 1996, ha ejercido la abogacía en los campos de derecho administrativo, civil y de empresa.
También ha desarrollado una intensa actividad en ámbitos universitarios y de formación, participando como ponente en diversos congresos sobre la atención a las víctimas del terrorismo y las políticas de igualdad entre hombres y mujeres, entre otros.

### Familia
Está casada con el expresidente del PSE-EE Jesús Eguiguren y tiene una hija.